# Hylemera
Hylemera là một chi bướm đêm thuộc họ Geometridae.